# Leptopteris × intermedia
Leptopteris × intermedia là một loài dương xỉ trong họ Osmundaceae. Loài này được Brownsey mô tả khoa học đầu tiên năm 1981.
Danh pháp khoa học của loài này chưa được làm sáng tỏ. 